# Elecciones municipales de 2019 en Granada
Las elecciones municipales de 2019 se celebraron en Granada el domingo 26 de mayo, de acuerdo con el Real Decreto de convocatoria de elecciones locales en España dispuesto el 1 de abril de 2019 y publicado en el Boletín Oficial del Estado el 2 de abril. Se eligieron los veintisiete concejales del pleno del Ayuntamiento de Granada, a través de un sistema proporcional (método d’Hondt), con listas cerradas y un umbral electoral del 5%. 

## Candidaturas
En total se presentaron dieciocho candidaturas. Aparte de las cinco que obtuvieron representación en el Ayuntamiento, lo hicieron Centrados por Granada (CEG), Vamos Granada, Más Granada , PACMA, Equo, Partido Socialista Libre Federación (PSLF), Partido del Bienestar de la Gente (PBG), Nación Andaluza (NA), Por un Mundo Más Justo (PUM+J), Partido Comunista de los Pueblos de España (PCPE), Partido de los Jubilados por el Futuro Dignidad y Democracia (JUFUDI), Proyecto Liberal Español (PLIE) y Granada Verdad y Democracia (GRVD). Así, fue el municipio andaluz en la que más candidaturas concurrieron.

## Resultados
Los resultados de las elecciones dieron representación a cinco partidos en el ayuntamiento, entre los que ganó el PSOE con diez concejales, encabezado por el hasta entonces alcalde Francisco Cuenca. El partido llevaba sin ganar en la capital nazarí desde 1987. El PP, que había ganado los comicios previos, vio reducido su grupo municipal a siete, mientras que Ciudadanos mantuvo sus resultados con cuatro concejales. En el Ayuntamiento ingresaron Adelante Granada, coalición de Podemos e IU, con tres concejales, y Vox, con otros tres concejales.

## Acontecimientos posteriores
La victoria socialista se tornó agria cuando vieron desde el PSOE que no podría sumar con Adelante Andalucía. Por ello, trató de buscarse un acuerdo con Cs, con quien se sumaba la mayoría absoluta suficiente. Pese a los contactos entre socialistas y liberales, no hubo acuerdo, ni siquiera después del ultimátum lanzado por el alcalde en funciones. Cuenca mostró su «rabia e indignación» con que se estuviese negociando el futuro de la alcaldía fuera de Granada.   
Sebastián Pérez, candidato del PP, aseguró que contaba con el apoyo de los naranjas y que sería alcalde. Sin embargo, Luis Salvador, candidato de los liberales, apostó por pactar con el PP y dejarse apoyar por Vox, tal y como habían hecho en el Parlamento de Andalucía; esta vez, sin embargo, cambiaba el orden, pues con tan solo cuatro concejales y siendo la tercera fuerza política, Cs consiguió la alcaldía con los votos a favor del PP y de Vox, y estableció un gobierno de coalición con los primeros.  